# Осіпян Ольга Рантиківна
Ольга Рантиківна Осіпян (нар. 2 вересня 1995) — вірменська футболістка, нападниця українського клубу «Ворскла» Полтава.

## Клубна кар'єра
У 2014 році виступала в Росії за клуб «Мордовочка» (Саранськ). Дебютний матч у вищій лізі Росії зіграла 13 квітня 2014 проти клубу «Рязань-ВДВ», замінивши на 82-й хвилині Анастасію Хаванську. Всього у складі російського клубу зіграла 3 матчі у вищій лізі, у кожному з яких виходила на заміну.
У 2015-2018 роках грала за казахстанський клуб «Кокше» / «Окжетпес». Ставала срібним (2017, 2018) і бронзовим (2015) призером національного чемпіонату, фіналісткою Кубку Казахстану (2015). У своєму першому сезоні, 2015 року, провела 13 матчів і відзначилася 5 голами у вищій лізі Казахстану. У 2017 році посіла третє місце в суперечці бомбардирів чемпіонату з 13-а голами. У 2018 році визнана найкращою нападницею чемпіонату. 
Навесні 2019 року перейшла до українського клубу «Восход» (Стара Маячка). Дебютний матч у чемпіонаті України зіграла 14 квітня 2019 року проти клубу «Ладомир» (Володимир-Волинський) та в цьому ж поєдинку забила свій перший м'яч, реалізувавши пенальті. Всього у весняній частині сезону 2018/19 зіграла 7 матчів, відзначилася 4 голами й стала бронзовим призером чемпіонату.
Чемпіоном України та володарем кубку України стала у складі «Ворскли». Також у складі полтавської команди провела сім матчів в Лізі чемпіонів УЄФА, в одному з яких забила гол у ворота грузинського «Ланчхуті». 

## Кар'єра в збірній
Виступала за дівочу та молодіжну збірні Вірменії. У 2011-2012 роках провела 8 матчів за національну збірну Вірменії у відбірному турнірі чемпіонату Європи-2013, про подальші виступи за збірну інформація відсутня.